# Poritia phalena
Poritia phalena là một loài bướm ngày được tìm thấy ở Ấn Độ và Đông Nam Á, thuộc họ Bướm xanh.